# 2015 VB168
2015 VB168 est un objet transneptunien de magnitude absolue 6,7. Son diamètre est estimé à environ 190 km.